# Maria da Conceição Nobre Cabral
Maria da Conceição Nobre Cabral ist eine Politikerin und Diplomatin aus Guinea-Bissau.

## Leben

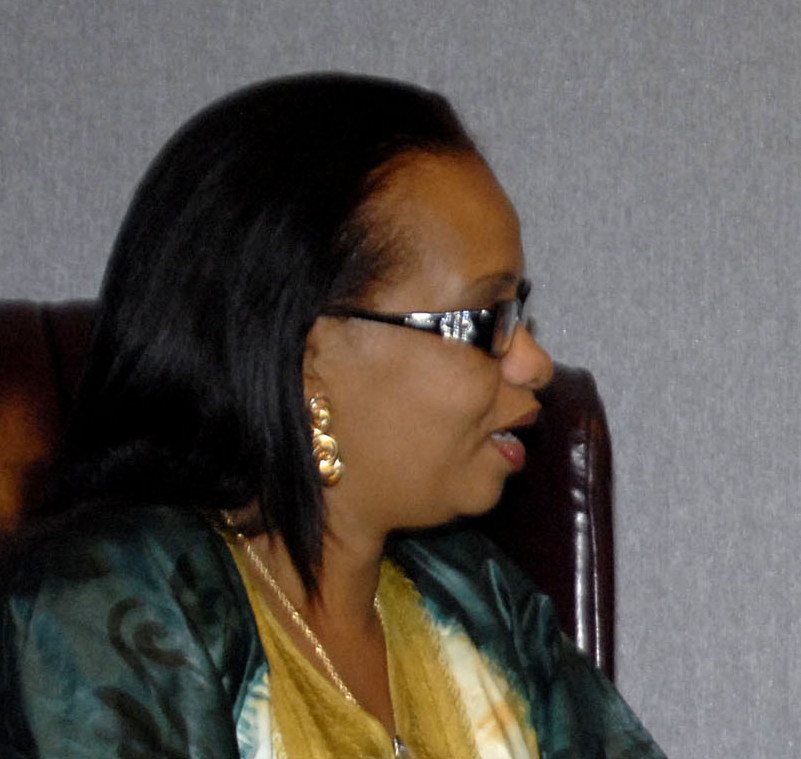
Maria da Conceição Nobre Cabral, 2008

Maria da Conceição Nobre Cabral wurde am 18. April 2007 als Mitglied der Regierung des damaligen Premierministers von Guinea-Bissau, Martinho Ndafa Kabi, zur Ministerin für auswärtige Angelegenheiten, Zusammenarbeit und Gemeinschaften (ministra dos Negócios Estrangeiros, da Cooperação e das Comunidades) ernannt. Diese Position hatte sie bis 2009 inne.
Derzeit ist sie Präsidentin der Nichtregierungsorganisation (NGO) Scorpius-Centaurus (Skorpion und Stier).

## Familie
Cabral ist verheiratet mit dem ehemaligen Botschafter von Guinea-Bissau bei den Vereinigten Staaten.